# Kapillärnät (järnväg)

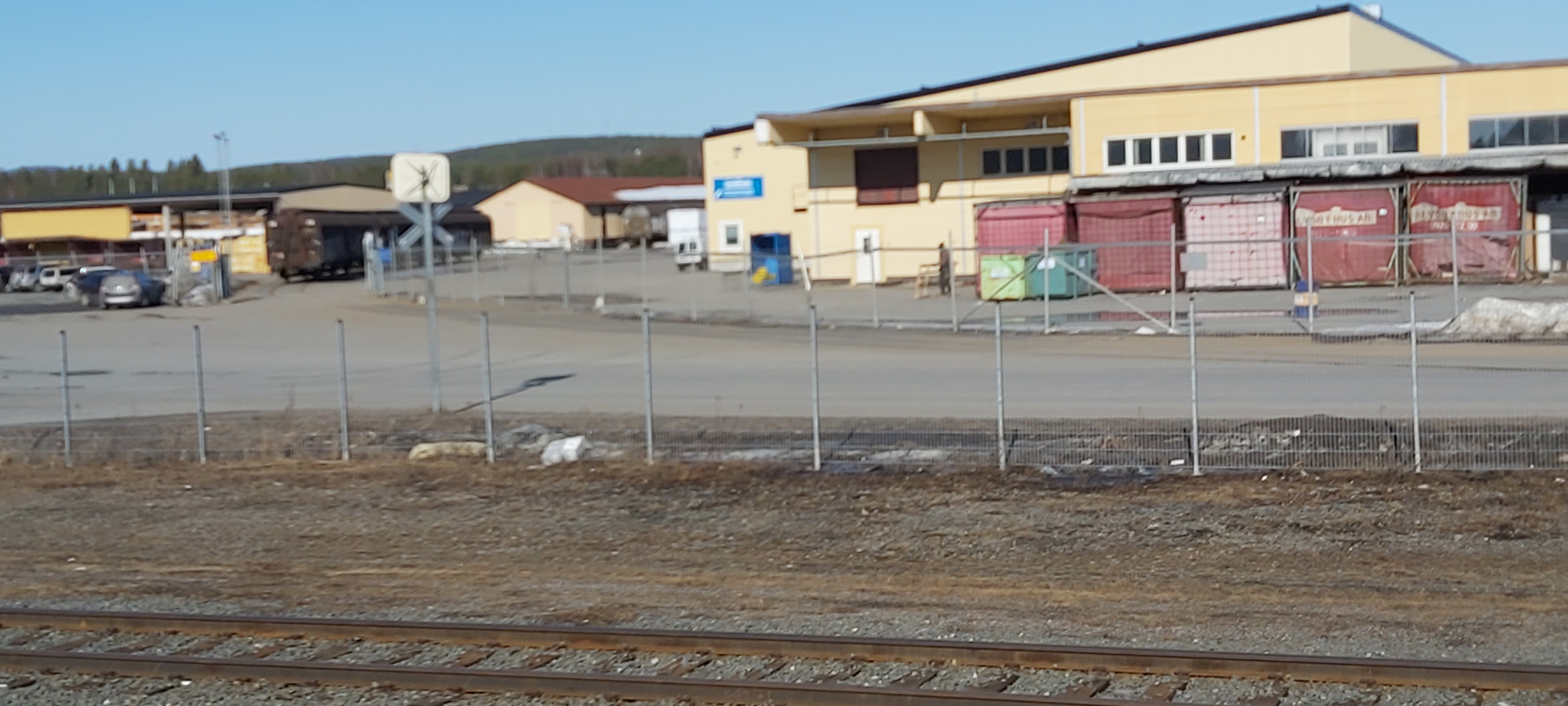
Industrispår till Älvsbyhus med godsvagnar stående där.

Med kapillärnät avses den yttersta förgreningen av järnvägssystemet till allmänna lastplatser, industrier, hamnar etc. Vanliga benämningar på spåren i kapillärnät är industrispår eller hamnspår.
Kapillärnäten ansluter antingen till en driftplats som har en bangård eller direkt på en linje vid en linjeplats och betraktas som sidospår av olika slag. Motsatsen är linjerna mellan driftplatserna (stationerna) där tågfärd sker.

## Kapillärnät i Sverige
Kapillärnäten är oftast kommunalt eller privat ägda järnvägsspår till skillnad från huvudjärnvägarna i Sverige som ägs av Svenska staten. Varje ägare betraktas av Trafikverket som en infrastrukturförvaltare (se nedan). En fördel med dessa nät är att gods som produceras eller köps vid industrin kan flyttas med industrins egna växellok från industrin till huvudjärnvägen där ofta andra operatörer tar över. Den största fördelen med sidospår är att transporten kan gå på spår hela vägen och inga onödiga omlastningar behövs. För större industrier med stora enhetliga godsmängder används ofta systemtåg med speciella lastbärare. Exempel är malmtågen till Narvik, stålpendeln från Luleå, Stora Ensos speciella containertåg från massabruken och flygbränsletransporter från Gävle hamn till Arlanda/Brista.
Kapillärnätet är viktigt för godstrafiken eftersom transporterna ofta börjar och slutar där. 2001 då dåvarande Statens Järnvägar delades upp övertog dåvarande Banverket nuvarande Trafikverket 2700 växlar och 700 km spår.[källa behövs] Utöver detta fanns då 1360 km spår ägda av kommuner, hamnar, industrier och operatörer.
Säkerhetssystemen i kapillärnätet kan variera från fullständig fjärrstyrning till helt manuell klarering. 
Färdsättet på kapillärnätet kallas växling. Hastigheten är den lägsta av växlingssättets största tillåtna hastighet, spårets största tillåtna hastighet och halv eller hel siktfart beroende på signalbesked.

## Fotnoter
1. ↑  ”ALLMÄNT ÄMNESORD: Kapillärnät (järnväg)”. Kungliga biblioteket. https://id.kb.se/term/sao/Kapill%C3%A4rn%C3%A4t%20%28j%C3%A4rnv%C3%A4g%29. Läst 9 februari 2021.
2. ↑  Växling Arkiverad 30 november 2010 hämtat från the Wayback Machine.